# Serradilla del Arroyo
Serradilla del Arroyo és un municipi de la província de Salamanca a la comunitat autònoma de Castella i Lleó. Limita al Nord amb Tenebrón, Morasverdes i l'enclavament de Nava del Buen Padre (Tenebrón), a l'Est amb El Maíllo, al Sud amb Monsagro, Serradilla del Llano i La Atalaya i a l'Oest amb Zamarra, Ciudad Rodrigoi l'enclavament d'El Baldío (Serradilla del Llano).

## Demografia
| 1991 | 1996 | 2001 | 2004 |
| ---- | ---- | ---- | ---- |
| 536  | 475  | 409  | 394  |